# Stadion MCS Zakrzów
Le Stadion MCS Zakrzów est un stade de football polonais situé à Zakrzów, quartier de la ville de Wrocław, dans la voïvodie de Basse-Silésie.
Le stade, doté de 1 800 places et inauguré en 1975, sert d'enceinte à domicile à l'équipe de football du MKS Polar Wrocław.

## Histoire
Le stade ouvre ses portes en 1975 dans l'usine Polar. Il dispose à ses débuts d'une tribune et peut alors accueillir environ 1 800 spectateurs.
Le record d'affluence au stade est de 1 000 spectateurs lors d'une défaite 1-0 des locaux du Polar Wrocław contre le Lech Poznań le 9 mars 2002.
Début 2004, le stade cesse de répondre aux exigences et le club doit l'abandonner durant un temps. 
Il fait partie du Centre Municipal des Sports (où se trouve également un stade de baseball).